# Хановер
Хановер (њем. Hannover) општина је у немачкој савезној држави Доња Саксонија. Једно је од 21 општинског средишта округа Регион Хановер. Посједује регионалну шифру (AGS) 3241001. Са око 516.000 становника, Хановер је највећи град те покрајине као и центар хановерског региона - посебне административне области са посебним правима. Овај град са више високошколских установа је и индустријски, трговински и центар услужних делатности целе покрајине. Као сајамски град ( и Hannover Messe) ужива велики углед у пословном свету. Године 2000. Хановер је био домаћин свјетске изложбе . Важни послодавци су Volkswagen, Continental, VHV, Таlanx и Nord LB.

## Географија
Општина се налази на надморској висини од 55 m. Површина општине износи 204,1 km².

### Клима
Хановер има океанску климу (Кепен: Cfb) независну од изотерме. Мада град није на косталној локацији, предоминантне ваздушне масе су још увек океанске, за разлику од места даље на исток или у јужно-централној Немачкој.
| Клима Хановера, 1981–2010 нормале, екстреми 1936–2022 | Клима Хановера, 1981–2010 нормале, екстреми 1936–2022 | Клима Хановера, 1981–2010 нормале, екстреми 1936–2022 | Клима Хановера, 1981–2010 нормале, екстреми 1936–2022 | Клима Хановера, 1981–2010 нормале, екстреми 1936–2022 | Клима Хановера, 1981–2010 нормале, екстреми 1936–2022 | Клима Хановера, 1981–2010 нормале, екстреми 1936–2022 | Клима Хановера, 1981–2010 нормале, екстреми 1936–2022 | Клима Хановера, 1981–2010 нормале, екстреми 1936–2022 | Клима Хановера, 1981–2010 нормале, екстреми 1936–2022 | Клима Хановера, 1981–2010 нормале, екстреми 1936–2022 | Клима Хановера, 1981–2010 нормале, екстреми 1936–2022 | Клима Хановера, 1981–2010 нормале, екстреми 1936–2022 | Клима Хановера, 1981–2010 нормале, екстреми 1936–2022 |
| Показатељ \ Месец                                     | .Јан.                                                 | .Феб.                                                 | .Мар.                                                 | .Апр.                                                 | .Мај.                                                 | .Јун.                                                 | .Јул.                                                 | .Авг.                                                 | .Сеп.                                                 | .Окт.                                                 | .Нов.                                                 | .Дец.                                                 | .Год.                                                 |
| ----------------------------------------------------- | ----------------------------------------------------- | ----------------------------------------------------- | ----------------------------------------------------- | ----------------------------------------------------- | ----------------------------------------------------- | ----------------------------------------------------- | ----------------------------------------------------- | ----------------------------------------------------- | ----------------------------------------------------- | ----------------------------------------------------- | ----------------------------------------------------- | ----------------------------------------------------- | ----------------------------------------------------- |
| Апсолутни максимум, °C (°F)                           | 17,0 (62,6)                                           | 19,1 (66,4)                                           | 24,4 (75,9)                                           | 29,7 (85,5)                                           | 32,2 (90)                                             | 35,7 (96,3)                                           | 39,2 (102,6)                                          | 38,1 (100,6)                                          | 33,0 (91,4)                                           | 27,4 (81,3)                                           | 20,7 (69,3)                                           | 17,0 (62,6)                                           | 39,2 (102,6)                                          |
| Максимум, °C (°F)                                     | 4,4 (39,9)                                            | 5,5 (41,9)                                            | 9,3 (48,7)                                            | 14,7 (58,5)                                           | 18,6 (65,5)                                           | 21,7 (71,1)                                           | 23,9 (75)                                             | 23,7 (74,7)                                           | 19,4 (66,9)                                           | 14,0 (57,2)                                           | 8,5 (47,3)                                            | 5,3 (41,5)                                            | 14,1 (57,4)                                           |
| Просек, °C (°F)                                       | 2,1 (35,8)                                            | 2,6 (36,7)                                            | 5,3 (41,5)                                            | 9,5 (49,1)                                            | 13,5 (56,3)                                           | 16,6 (61,9)                                           | 18,7 (65,7)                                           | 18,4 (65,1)                                           | 14,5 (58,1)                                           | 10,2 (50,4)                                           | 6,0 (42,8)                                            | 3,0 (37,4)                                            | 10,0 (50)                                             |
| Минимум, °C (°F)                                      | −0,5 (31,1)                                           | −0,5 (31,1)                                           | 1,3 (34,3)                                            | 4,2 (39,6)                                            | 7,8 (46)                                              | 11,1 (52)                                             | 13,3 (55,9)                                           | 13,1 (55,6)                                           | 9,9 (49,8)                                            | 6,5 (43,7)                                            | 3,2 (37,8)                                            | 0,5 (32,9)                                            | 5,8 (42,4)                                            |
| Апсолутни минимум, °C (°F)                            | −24,8 (−12,6)                                         | −24,3 (−11,7)                                         | −18,3 (−0,9)                                          | −7,4 (18,7)                                           | −3,2 (26,2)                                           | 0,3 (32,5)                                            | 3,3 (37,9)                                            | 3,3 (37,9)                                            | −1,3 (29,7)                                           | −7,9 (17,8)                                           | −17,1 (1,2)                                           | −20,9 (−5,6)                                          | −24,8 (−12,6)                                         |
| Количина падавина, mm (in)                            | 52,6 (2,071)                                          | 40,5 (1,594)                                          | 44,8 (1,764)                                          | 35,5 (1,398)                                          | 52,0 (2,047)                                          | 52,7 (2,075)                                          | 68,2 (2,685)                                          | 65,3 (2,571)                                          | 52,1 (2,051)                                          | 56,7 (2,232)                                          | 51,6 (2,031)                                          | 54,6 (2,15)                                           | 626,7 (24,673)                                        |
| Дани са падавинама (≥ 1.0 mm)                         | 17,4                                                  | 15,5                                                  | 15,4                                                  | 12,6                                                  | 13,5                                                  | 14,0                                                  | 15,2                                                  | 15,0                                                  | 13,4                                                  | 15,5                                                  | 17,2                                                  | 18,3                                                  | 183                                                   |
| Дани са снегом (≥ 1.0 cm)                             | 5,5                                                   | 4,9                                                   | 1,8                                                   | 0,1                                                   | 0                                                     | 0                                                     | 0                                                     | 0                                                     | 0                                                     | 0                                                     | 0,8                                                   | 3,6                                                   | 16,7                                                  |
| Релативна влажност, %                                 | 84,7                                                  | 81,4                                                  | 76,9                                                  | 70,1                                                  | 70,3                                                  | 70,8                                                  | 71,0                                                  | 72,2                                                  | 78,2                                                  | 83,0                                                  | 86,2                                                  | 86,0                                                  | 77,57                                                 |
| Сунчани сати — месечни просек                         | 47,4                                                  | 68,4                                                  | 117,2                                                 | 177,1                                                 | 212,1                                                 | 211,1                                                 | 213,5                                                 | 198,5                                                 | 151,6                                                 | 106,2                                                 | 51,8                                                  | 39,3                                                  | 1.596,9                                               |
| Извор #1: World Meteorological Organization           |                                                       |                                                       |                                                       |                                                       |                                                       |                                                       |                                                       |                                                       |                                                       |                                                       |                                                       |                                                       |                                                       |
| Извор #2: DWD                                         |                                                       |                                                       |                                                       |                                                       |                                                       |                                                       |                                                       |                                                       |                                                       |                                                       |                                                       |                                                       |                                                       |

## Становништво
У самом мјесту је, према процјени из 2010. године, живјело 519.619 становника. Просјечна густина становништва износи 2.545 становника/km².

## Историја
Хановер је основан у раном средњем веку на левој обали реке Лајне као малено село на раскршћу два трговачка пута, чији су становници живели од рибарења и превожења путника преко реке. Први пута се спомиње 1241. у документу којим му војвода Отон I признаје градске привилегије. У 14. веку град је заштићен зидинама, а у њега се могло ући кроз троја градска врата која су се звала Лајнтор, Ајегидијентор и Штајнтор. У истом веку изграђене су и три градске цркве Ајегидиенкирхе, Маркткирхе и Кројцкирхе (црква Светог крста).
Град је јако страдао у бомбардовањима за време Другог светског рата, када је порушено и попаљено две трећине зграда, а велика је већина грађана остала без крова над главом.

## Међународна сарадња
| Мјесто   | Држава               | Врста сарадње | Од    |
| -------- | -------------------- | ------------- | ----- |
| Познањ   | Пољска               | партнерство   | 1979. |
| Блентајр | Малави               | партнерство   | 1968. |
| Хирошима | Јапан                | партнерство   | 1983. |
| Бристол  | Уједињено Краљевство | партнерство   | 1947. |
| Руан     | Француска            | партнерство   | 1966. |
| Перпињан | Француска            | партнерство   | 1960. |
| Чангде   | Кина                 | контакт       | 2004. |
| Иваново  | Русија               | пријатељство  | 1990. |
| Извор    |                      |               |       |